# 笹野浩志
笹野 浩志（ささの ひろし、1978年9月23日 - ）は、日本の中距離走選手。

## 経歴
愛知県出身。犬山市立犬山中学校、愛知県立丹羽高等学校、立命館大学卒業。2002年に富士通に入社し、富士通陸上競技部に所属していた。2008年に競技から引退した。2025年4月1日に同社の陸上競技部のゼネラルマネージャーに就任した。

## 自己ベスト
| 種目  | タイム  | 大会                     | 記録地                   | 記録日        |
| ----- | ------- | ------------------------ | ------------------------ | ------------- |
| 800 m | 1:47.02 | ナイトオブアスレチックス | ベルギー、Heusden-Zolder | 2004年7月31日 |

## 競技結果

### 国際大会
| 年       | 大会             | 開催地             | 順位         | 種目     | タイム   |
| 日本代表 | 日本代表         | 日本代表           | 日本代表     | 日本代表 | 日本代表 |
| -------- | ---------------- | ------------------ | ------------ | -------- | -------- |
| 2001     | 東アジア競技大会 | 日本、大阪市       | 3位          | 800 m    | 1:49.39  |
| 2002     | アジア競技大会   | 韓国、釜山         | 11位（予選） | 800 m    | 1:49.51  |
| 2003     | アジア選手権大会 | フィリピン、マニラ | 7位          | 800 m    | 1:56.32  |

### 国内大会
- 日本選手権大会
  - 800 m: 2000, 2002, 2003年優勝